# Огузбалык (озеро)
Огузбалык (каз. Оғызбалық) — озеро в Узункольском районе Костанайской области Казахстана у бывшего села Огузбалык.
По данным топографической съёмки 1944 года, площадь поверхности озера составляет 1,65 км². Наибольшая длина озера — 2,5 км, наибольшая ширина — 1,2 км. Длина береговой линии составляет 6,3 км, развитие береговой линии — 1,38. Озеро расположено на высоте 158,8 м над уровнем моря.
По данным обследования экспедицией ГГИ от 16 ноября 1955 года, площадь поверхности озера составляет 1,7 км². Максимальная глубина — 1 м, площадь водосбора — 11,1 км².